# Crisis Hotline: Veterans Press 1
Crisis Hotline: Veterans Press 1 é um filme-documentário em curta-metragem estadunidense de 2013 dirigido e escrito por Ellen Goosenberg Kent. Venceu o Oscar de melhor documentário de curta-metragem na edição de 2015.